# Albuñol
Albuñol è un comune spagnolo situato nella comunità autonoma dell'Andalusia.